# 二甲啡烷
二甲啡烷（英語：或，全称3,17-二甲基吗啡烷，商品名Astomin、Dastosirr或Tusben）分子式C18H25N，是一种吗啡喃衍生物，可用作止咳藥。